# Eugen Kolb
Eugen Hermann Hans Kolb  (* 22. Oktober 1879 in Besigheim; † 10. April 1954 in Stuttgart) war ein deutscher Reichsgerichtsrat.

## Leben
Der Sohn eines evangelischen Postinspektors studierte von 1898 bis 1904 Rechtswissenschaften in Tübingen und Leipzig. Er legte 1904 die erste Staatsprüfung (I b) und die zweite 1907 (I b) ab. Er wurde im selben Jahr Assessor. 1911 wurde er Amtsrichter am Amtsgericht Heilbronn, 1913 beim Amtsgericht Stuttgart-Stadt. Im Ersten Weltkrieg bekleidete er den Rang eines Leutnants der Landwehr. 1921 wurde er zum Amtsgerichtsdirektor am Amtsgericht Heilbronn ernannt. Von dort kam er auf die Richterbank des Reichsgerichts 1926. Diese Laufbahn ging in der Regimezeit nahtlos weiter in der Ernennung zum Senatspräsidenten beim Reichsgericht. Der Gipfel der Karriere wurde mit der Vizepräsidentschaft des Reichsgerichts am 1. April 1942 erreicht. Kolb war November 1933 bis zur Auflösung Mitglied des (Stahlhelm), am 28. Dezember 1937 beantragte er die Aufnahme in die NSDAP und wurde rückwirkend zum 1. Mai desselben Jahres aufgenommen (Mitgliedsnummer 5.823.887).
Im Mai 1945 stellte Kolb, als oberster Repräsentant des Reichsgerichts nach dem Suizid Erwin Bumkes, den „Stillstand der Rechtspflege“ fest. Mit dem Abzug der US-Truppen aus Leipzig im Juni 1945 floh er auf Grund einer Warnung und mit Rücksicht auf seine Familie vor den Sowjets nach Württemberg. Im September 1945 wurde er in Besigheim verhaftet und für ein Jahr im Interniertenlager 76 Hohenasperg bei Ludwigsburg eingesperrt. Nach der Entnazifizierung wurde Kolb juristischer Hilfsarbeiter im württembergischen Justizministerium. Er schied 1951 aus.

## Ehrungen
- 20. April 1938 Silbernes Treudienst-Ehrenzeichen
- 26. Januar 1941 Goldenes Treudienst-Ehrenzeichen
- 20. September 1943 Kriegsverdienstkreuz II. Kl.
- 27. September 1944 Kriegsverdienstkreuz I. Kl.
- 1953: Großes Verdienstkreuz der Bundesrepublik Deutschland